# مسجد سارينا زاميجا
مسجد سارينا زاميجا يقع بالقرب من نهر بينا في مدينة تيتوفو في جمهورية مقدونيا. تم الانتهاء من أعمال بناء المسجد عام 1438 وأعاد عبد الرحمن باشا بنائه في عام 1833.